# Ford Galaxie
La Ford Galaxie è un'autovettura prodotta dalla casa automobilistica statunitense Ford dal 1958 al 1974, in quattro generazioni.
Il nome Galaxie, che faceva riferimento all'epoca alla cosiddetta corsa allo spazio, venne utilizzato per i modelli di punta della gamma Ford dal 1958 al 1961. 
Inizialmente era la versione di lusso della Ford Fairlane, per poi venire 
commercializzato come modello autonomo dal 1960. 
La Galaxie, dopo l'introduzione sul mercato nel 1965 dell'erede Ford LTD, continuò ad essere prodotta per poi essere tolta dai listino a fine 1974. 
La Galaxie andava a concorrere con altre vetture statunitense del segmento "full size", come la Chevrolet Impala e Plymouth Belvedere.